# 34446 Karenmccoy
34446 Karenmccoy è un asteroide della fascia principale. Scoperto nel 2000, presenta un'orbita caratterizzata da un semiasse maggiore pari a 2,3574796 au e da un'eccentricità di 0,0528784, inclinata di 7,25382° rispetto all'eclittica.